# April Pearson

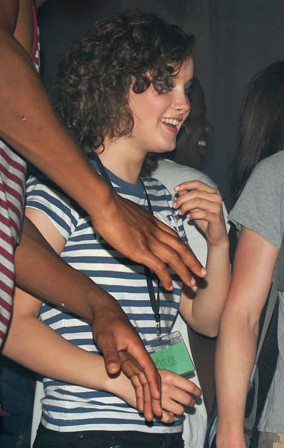
April Pearson (2007)

April Janet Pearson (* 23. Januar 1989 in Bristol, England) ist eine britische Schauspielerin. Bekannt wurde sie durch ihre Rolle als Michelle Richardson in der britischen Teenager-Fernsehserie Skins.

## Leben
Ihre Mutter brachte Pearson bereits im Alter von drei Jahren zu einer neu gegründeten Theatergruppe für kleine Kinder in Bristol. In ihrer Kindheit und Jugend stand sie sowohl mit dieser Gruppe als auch in der Schule in mehreren Theaterstücken immer wieder auf der Bühne. Ihren ersten Fernsehauftritt hatte sie 1998 als Neunjährige in zwei Folgen der langlebigen Krankenhausserie Casualty, wo ihr Vater arbeitet. 2008 und 2011 spielte sie erneut in jeweils einer Folge dieser Serie mit.
Pearson besuchte die Privatschule Colston’s Girls’ School in Bristol, wo sie es bis zum Head Girl (Schülersprecherin) brachte. Ihr Durchbruch als Schauspielerin kam 2007 mit der Fernsehserie Skins, die auf der Suche nach jungen Schauspieltalenten auch an ihre Schule kam. Auf Anraten ihres Theaterlehrers bewarb sie sich und erhielt die Rolle der Michelle Richardson, die sie in den ersten zwei Staffeln und mehreren auf der Website der Serie abrufbaren Online-Extras spielte. Von der zweiten auf die dritte Staffel wurde fast das ganze Ensemble ausgetauscht, und auch Pearson verließ die Serie.
In ihrem ersten Kinofilm, dem 2009 veröffentlichten Slasher-Film Tormented, spielte Pearson eine sadistische Schülerin. Sie kehrte auch zum Theater zurück und trat im Frühjahr 2009 am Bristol Old Vic in dem Stück Suspension auf. Im Herbst 2009 folgte die Rolle des Entführungsopfers Callie in dem Stück Negative Space am New End Theatre in London.

## Filmografie
- 1998, 2008, 2011, 2013: Casualty (Fernsehserie, 5 Episoden)
- 2007–2008: Skins – Hautnah (Skins, Fernsehserie, 19 Episoden)
- 2009: Tormented
- 2013: Dates (Fernsehserie, 1 Episode)
- 2013: Bamboo (Fernsehfilm)
- 2014: Home for Christmas
- 2015: Suspicion (Fernsehserie, 1 Episode)
- 2016: Tank 432 (Belly of the Bulldog)
- 2016: Fractured
- 2017: Caught
- 2017: Dark Beacon
- 2018: Kiss Me First (Fernsehserie, 1 Episode)
- 2018: Tucked
- 2018: Tracks